# Isola Liguanea
L'isola di Liguanea (in inglese Liguanea Island, desueto il francese Île Guyton)  è un'isola australiana sita sulla punta meridionale della penisola di Eyre.

## Geografia
L'isola è situata 3,7 km a sud di Capo Carnot (punta meridionale della penisola di Eyre): essa presenta forma allungata, misurando circa 2,7 km da nord a sud. Disabitata e perlopiù rocciosa, Liguanea Island appartiene amministrativamente al parco nazionale Lincoln, pur essendo molto vicina all'insediamento di Sleaford.

## Storia
L'isola venne avvistata da Matthew Flinders il 18 febbraio 1802 durante il suo viaggio attorno all'Australia: l'esploratore britannico battezzò il capo prospiciente col nome di Cape Wiles in onore di un suo amico residente a Liguanea, in Giamaica, e battezzò l'isola proprio con quest'ultimo nome. Nello stesso anno, l'isola venne avvistata dalla spedizione di Nicolas Baudin, che le affibbiò il nome francese.
Nel 1905 Liguanea Island venne visitata dall'imbarcazione Governor Musgrave durante la ricerca della dispersa Loch Vennachar: un corrispondente dalla nave descrisse l'isola come "un grande blocco di granito nudo di alcune miglia di estensione".

## Fauna
Nel 1914 vennero rilasciati sull'isola un maschio e due femmine di daino.
Il 16 marzo 1967, Liguanea Island ottenne lo status di area protetta.
Il 26 maggio 1980 gli studi sulla biodiversità dell'isola evidenziarono la presenza di ratto del bush, leone marino australiano, oca di Capo Barren e pinguini minori blu: la presenza di una colonia nidificante di questi ultimi venne confermata da un altro studio del 1996.